# 三村芳織
三村 芳織（みむら かおり、1981年7月31日 - ）は、日本棋院東京本院所属の囲碁女流棋士。旧姓は向井（むかい）。三重県出身、東京都板橋区育ち。本田幸子七段門下。

## 略歴
- 夫は、三村智保（三村智保は再婚）。向井三姉妹の長女で妹に同じくプロ棋士の長島梢恵、向井千瑛。梢恵、千瑛の順に入段し自身は最後の入段であった。小林4姉弟（小林千寿、孝之準棋士、健二、覚）は、母の従兄弟にあたる（小林の父と向井の母方祖父が兄弟）。[1]
- 祖父の兄弟である小林覚の父に教えられ、囲碁を妹とともに始める。後に本田幸子の開催する本田会で研鑽を続ける。その後院生となる。
- 1997年、棋士採用試験で予選落ち[2]。女流棋士採用試験でも、予選落ち[3]。
- 1998年、女流棋士採用試験で6位に終わる[4]。
- 1999年、棋士採用試験では、本戦14位に終わる[5]。女流棋士採用試験で万波佳奈・渋澤真知子の4位で入段できず（3位は石井茜）[6]。
- 2000年、棋士採用試験では、予選で敗退[7]。女流棋士採用試験では鈴木歩の2位に終わり、入段できず[8]。
- 2001年、棋士採用試験では、本戦11位に終わる[9]。女流棋士採用試験では潘坤鈺、妹の梢恵の7位に終わり、入段できず[10]。年齢制限で院生を退会となる。
- 2002年、全日本女流アマに出場も、本戦敗退[11]。棋士採用試験では、予選落ち[12]。女流棋士採用試験では、中島美絵子の3位に終わり、入段できず[13]。
- 2003年、全日本女流アマで優勝[14]。冬季棋士採用試験では、村上晶英・謝依旻の5位に終わり入段ならず[15]。女流棋士採用試験では、妹千瑛・奥田あやの5位に終わり、入段できず[16]。
- 2004年、冬季棋士採用試験に臨むも外来予選で敗退[17]。女流棋士採用試験では、7戦全勝の1位で入段を果たす[18]。
- 2007年 第20期女流名人戦敗者復活戦で梢恵との姉妹対決を制し、勝ちあがってきた千瑛と初の姉妹対決。芳織が勝利した[19]。
- 2009年1月1日、三村智保と結婚[20]。4月3日、勝星規定で昇段[21]。9月2日、棋士名を妹の梢恵と同日に向井姓から現姓に変更[22][23]。
- 2010年1月20日、長男を出産[24][25]。
- 2012年1月19日、双子（次男、三男）を出産[26]。
- 2012年、第25期女流名人戦で次妹梢恵との姉妹対決。これに勝利する[27]。
- 2014年11月22日、夫の三村智保とのペアで日本棋院90周年記念の非公式戦「夫婦棋士囲碁トーナメント戦」準優勝[28]。

## 昇段・良績
- 2005年4月1日 初段
- 2009年4月3日 二段
- 2015年6月12日 三段[29]